# Etoglucid
Etoglucid là một loại thuốc được sử dụng trong hóa trị liệu.